# Dörte Rother
Dörte Rother, geborene Gocke, (geboren 1978) ist eine deutsche Biotechnologin. Sie ist seit 2009 am Institut für Bio- und Geowissenschaften – Biotechnologie (IBG-1) des Forschungszentrums Jülich beschäftigt und seit März 2025 Teil der Direktion. Zudem ist sie Leiterin der Forschungsgruppe „Biokatalyse“. Nach dem Jülicher Modell ist sie zugleich Professorin am Lehrstuhl für Biokatalyse an der RWTH Aachen.

## Leben und Wirken
Dörte Rother wuchs in Dorsten auf und studierte Biologie an der RWTH Aachen. Nach ihrem Diplom-Abschluss promovierte sie an der Heinrich-Heine-Universität Düsseldorf sowie am Institut für Bio- und Geowissenschaften – Biotechnologie am Forschungszentrum Jülich. Während ihrer Promotion war sie für Forschungsaufenthalte am Karolinska-Institut in Schweden, der Albert-Ludwigs-Universität Freiburg und der Universität Stuttgart. Im Rahmen ihrer Dissertation beschäftigte sie sich mit Enzymen, die für die Herstellung chemischer Bausteine eingesetzt werden können, die zum Beispiel als Ausgangsstoffe für unterschiedliche Pharmazeutika dienen.
Im Jahr 2008 erhielt sie ein Postdoc-Stipendium der Deutschen Forschungsgemeinschaft (DFG) an der RWTH Aachen und begann 2009 als Postdoc am Institut für Bio- und Geowissenschaften – Biotechnologie am Forschungszentrum Jülich zu forschen. 2012 erhielt sie eine Förderung durch die Helmholtz-Gemeinschaft Deutscher Forschungszentren zur Gründung ihrer eigenen Nachwuchsgruppe in Jülich, die seit 2017 zusätzlich durch einen ERC-Starting Grant gefördert wird. 2018 wurde Dörte Rother zur Professorin für Synthetische Enzymkaskaden an die RWTH Aachen berufen. Sie leitet als Direktorin das Institut für Bio- und Geowissenschaften – Biotechnologie und ist zudem Leiterin der Gruppe „Biokatalyse“.
Neben ihrer Forschung engagiert Rother sich in der Lehre, um das Bewusstsein für nachhaltige Technologien zu fördern. Dörte Rother ist Mutter von drei Kindern.

## Forschungsschwerpunkte
Dörte Rother forscht im Bereich der Biokatalyse und nachhaltiger biotechnologischer Verfahren. Ihr Hauptfokus liegt auf der Umwandlung einfacher, günstiger Rohstoffe in komplexe Moleküle, insbesondere Arzneimittelwirkstoffe, durch den Einsatz von Enzymen. Sie entwickelt Enzymkaskaden, bei denen mehrere Reaktionsschritte nacheinander ablaufen, um hochkomplexe Substanzen zu synthetisieren.
Ein zentrales Anliegen ihrer Arbeit ist die Herstellung optisch aktiver Substanzen, die in hochreiner Form für die Medizin wichtig sind. Rothers Forschung zielt unter anderem darauf ab, industrielle Prozesse effizienter und umweltfreundlicher zu gestalten, indem erneuerbare Ressourcen genutzt und Abfälle reduziert werden. Enzyme sind dabei besonders nützlich, da sie unter milden Bedingungen, wie niedrigen Temperaturen und ohne hohen Druck, arbeiten und so energieeffizient sowie biologisch abbaubar sind. Ihre Spezifität im Vergleich zu chemischen Katalysatoren reduziert die Abfallproduktion weiter und macht die Herstellung von Reinstoffen deutlich einfacher.
Zusätzlich arbeitet Rother an der Entwicklung von Enzymen, die durch Licht oder Temperatur gesteuert werden können, was eine präzisere Kontrolle der Prozesse ermöglicht. Ein Hauptziel ist es, diese biokatalytischen Verfahren gemeinsam mit der Industrie in den Produktionsmaßstab zu überführen und dabei umweltschonend Medikamente, Chemikalien und Materialien wie Bioplastik herzustellen.

## Preise und Auszeichnungen (Auswahl)
- 2010: Jülicher Exzellenzpreis für ihre Dissertation New and optimised thiamine diphosphate (ThDP)-dependent enzymes for carboligation. Creation of a toolbox for chiral 2-hydroxy ketones[5]
- 2018: DECHEMA-Preis für ihre Forschung zur Entwicklung effizienter synthetischer Enzymkaskaden zur Herstellung hochwertiger chiraler Substanzen[6]
- 2019: Biotrans Junior Award für herausragende Leistungen auf dem Gebiet der Biokatalyse[7]

## Publikationen (Auswahl)
- mit Stephan Malzacher, Dominik Meißner, Jan Range, Zvjezdana Findrik Blažević, Katrin Rosenthal, John M. Woodley, Roland Wohlgemuth, Peter Wied, Bernd Nidetzky, Robert T. Giessmann, Kridsadakorn Prakinee, Pimchai Chaiyen, Andreas S. Bommarius, Johann M. Rohwer, Rodrigo O. M. A. de Souza, Peter J. Halling, Jürgen Pleiss, Carsten Kettner: The STRENDA Biocatalysis Guidelines for cataloguing metadata. In: Nature Catalysis. Dezember 2024. doi:10.1038/s41929-024-01261-x, S. 1245–1249.
- mit Nina Klos, Ole Osterthun, Hendrik G. Mengers, Patrick Lanzerath, William Graf von Westarp, Guiyeoul Lim, Marcel Gausmann, Jan-Dirk Küsters-Spöring, Jan Wiesenthal, Nils Guntermann, Lars Lauterbach, Andreas Jupke, Walter Leitner, Lars M. Blank, Jürgen Klankermayer: Concatenating Microbial, Enzymatic, and Organometallic Catalysis for Integrated Conversion of Renewable Carbon Sources. In: JACS. Oktober 2024. doi:10.1021/jacsau.4c00511, S. 4546–4570.
- mit Jan-Dirk Spöring, Jan Wiesenthal, Victoria S. Pfennig, Jochem Gätgens, Kassem Beydoun, Carsten Bolm, Jürgen Klankermayer: Effective production of selected dioxolanes by sequential bio‐and chemocatalysis enabled by adapted solvent switching. In: ChemSusChem. Januar 2023. doi:10.1002/cssc.202201981.
- mit Mohamed Labib, Laura Grabowski, Christian Brüsseler, Nicolai Kallscheuer, Luisa Wachtendonk, Thomas Fuchs, Andreas Jupke, Wolfgang Wiechert, Jan Marienhagen, Stephan Noack: Toward the Sustainable Production of the Active Pharmaceutical Ingredient Metaraminol. In: ACS Sustainable Chemistry & Engineering. April 2022. doi:10.1021/acssuschemeng.1c08275, S. 5117–5128.
- mit Tim Gerlach, Jendrik Schain, Simone Söltl, Morten M. C. H. van Schie, Fabienne Hilgers, Nora L. Bitzenhofer, Thomas Drepper: Photo-regulation of Enzyme Activity: The Inactivation of a Carboligase with Genetically Encoded Photosensitizer Fusion Tags. In: Frontiers in Catalysis. März 2022. doi:10.3389/fctls.2022.835919.
- mit Morten M. C. H. van Schie, Jan-Dirk Spöring, Marco Bocola, Pablo Domínguez de María: Applied biocatalysis beyond just buffers – from aqueous to unconventional media. Options and guidelines. In: Green Chemistry. März 2021. doi:10.1039/D1GC00561H, S. 3191–3206.
- mit Christiane Claaßen, Kevin Mack: Benchtop NMR for online reaction monitoring of the biocatalytic synthesis of aromatic amino alcohols. In: ChemCatChem. Februar 2020. doi:10.1002/cctc.201901910, S. 1190–1199.
- mit Vanessa Erdmann, Torsten Sehl, Ilona Frindi-Wosch, Robert C. Simon, Wolfgang Kroutil: Methoxamine Synthesis in a Biocatalytic 1-Pot 2 Step Cascade Approach. In: ACS Catalysis. Juli 2019. doi:10.1021/acscatal.9b01081, S. 7380–7388.
- mit Reinhard Oeggl, Tim Maßmann, Andreas Jupke: Four Atom Efficient Enzyme Cascades for All 4-Methoxyphenyl-1,2-propanediol Isomers Including Product Crystallization Targeting High Product Concentrations and Excellent E-Factors. In: ACS Sustainable Chemistry & Engineering. doi:10.1021/acssuschemeng.8b02107, S. 11819–11826.
- mit Wuyuan Zhang, Elena Fernández-Fueyo, Yan Ni, Morten van Schie, Jenö Gacs, Rokus Renirie, Ron Wever, Francesco G. Mutti, Miguel Alcalde, Frank Hoffmann: Selective aerobic oxidation reactions using a combination of photocatalytic water oxidation and enzymatic oxyfunctionalisations. In: Nature Catalysis. Januar 2028. doi:10.1038/s41929-017-0001-5, S. 55–62.
- mit Vanessa Erdmann, Benjamin R. Lichmann, Jianxiong Zhao, Robert C. Simon, Wolfgang Kroutil, John M. Ward, Helen C. Hailes: Enzymatic and Chemoenzymatic Three-Step Cascades for the Synthesis of Stereochemically Complementary Trisubstituted Tetrahydroisoquinolines. In: Angewandte Chemie International Edition. Oktober 2017. doi:10.1002/anie.201705855, S. 12503–12507.
- mit Torsten Sehl, Saskia Bock, Lisa Marx, Zaira Maugeri, Lydia Walter, Robert Westphal, Constantin Vogel, Ulf Menyes, Martin Erhardt, Michael Müller, Martina Pohl: Asymmetric synthesis of (S)-phenylacetylcarbinol – closing a gap in C–C bond formation. In: Green Chemistry. Oktober 2016. doi:10.1039/C6GC01803C, S. 380–384.
- mit Robert Westphal, Constantin Vogel, Carlo Schmitz, Jürgen Pleiss, Michael Müller, Martina Pohl: A tailor-made chimeric thiamine diphosphate dependent enzyme for the direct asymmetric synthesis of (S)-benzoins. In: Angewandte Chemie International Edition. August 2014. doi:10.1002/anie.201405069, S. 9376–9379.
- mit Andre Jakoblinnert: A two-step biocatalytic cascade in micro-aqueous medium: using whole cells to obtain high concentrations of a vicinal diol. In: Green Chemistry. Juli 2017. doi:10.1039/C4GC00010B, S. 3472–3482.
- mit Torsten Sehl, Helen C. Hailes, John M. Ward, Rainer Wardenga, Eric von Lieres, Heike Offermann, Robert Westphal, Martina Pohl: Two steps in one pot: enzyme cascade for the synthesis of nor(pseudo)ephedrine from inexpensive starting materials. In: Angewandte Chemie. Juni 2013. doi:10.1002/anie.201300718, S. 6772–6775.